# Ivor Bueb
 Ivor Léon John Bueb  conegut com a Ivor Bueb va ser un pilot de curses automobilístiques britànic que va arribar a disputar curses de Fórmula 1.
Ivor Bueb va néixer el 6 de juny del 1923 a East Ham, Londres, Anglaterra i va morir l'1 d'agost del 1959 en un accident disputant una cursa al Circuit de Charade prop de Clarmont d'Alvèrnia, França.
Fora de la F1 va disputar nombroses curses, guanyant en dues ocasions les prestigioses 24 hores de Le Mans en els anys 1955 i 1957.

## A la F1
Va debutar a la segona cursa de la temporada 1957 (la vuitena temporada de la història) del campionat del món de la Fórmula 1, disputant el 19 de maig del 1957 el GP de Mònaco al Circuit de Montecarlo.
Ivor Bueb va participar en un total de sis curses puntuables pel campionat de la F1, disputant-les en tres temporades diferents (1957 - 1959), no aconseguint cap punt pel campionat i assolí un onzè lloc com millor resultat.

## Resultats a la Fórmula 1
| Any  | Equip                      | Xassís    | Motor    | 1       | 2       | 3   | 4   | 5         | 6   | 7       | 8       | 9   | 10  | 11  | Posició | Punts |
| ---- | -------------------------- | --------- | -------- | ------- | ------- | --- | --- | --------- | --- | ------- | ------- | --- | --- | --- | ------- | ----- |
| 1957 | Connaught Engineering      | Connaught | Alta     | ARG     | MON Ret | 500 | FRA |           |     |         |         |     |     |     | -       | 0     |
| 1957 | Gilby Engineering Ltd.     | Maserati  | Maserati |         |         |     |     | GBR NC(8) | ALE | PES     | ITA     |     |     |     | -       | 0     |
| 1958 | BC Ecclestone              | Connaught | Alta     | ARG     | MON     | HOL | 500 | BEL       | FRA | GBR Ret |         |     |     |     | -       | 0     |
| 1958 | Ecurie Demi Litre          | Lotus     | Climax   |         |         |     |     |           |     |         | ALE 11* | POR | ITA | MAR | -       | 0     |
| 1959 | British Racing Partnership | Cooper    | Climax   | MON NVQ | 500     | HOL | FRA |           |     |         |         |     |     |     | -       | 0     |
| 1959 | British Racing Partnership | Cooper    | Borgward |         |         |     |     | GBR 13*   | ALE | POR     | ITA     | USA |     |     | -       | 0     |

(*) Competia amb un F2.

### Resum
| Curses | Victòries | Pòdiums | Poles | Voltes ràpides | Punts |
| ------ | --------- | ------- | ----- | -------------- | ----- |
| 6      | 0         | 0       | 0     | 0              | 0     |